# Café Oriental
Café Oriental ist ein 1961 entstandenes deutsches Musiklustspiel mit Elke Sommer und dem Amerikaner Jerome Courtland in den Hauptrollen sowie Trude Herr, Bill Ramsey und Walter Gross in tragenden Rollen.

## Handlung
Mehrere Studenten einer Musikhochschule sowie ein Kellner und eine Wirtschafterin sind in den Genuss einer ungewöhnlichen Erbschaft gekommen, dem Café Allotria. Das Erbe hat nur einen Haken: Das Café ist hoffnungslos überschuldet. Dauergast in dem ein wenig heruntergekommenen und langweiligen Treff ist nur noch der Gerichtsvollzieher. 
Die Erbengemeinschaft hat eine Idee: Wieso soll man das Café nicht dadurch aufpeppen und sanieren, indem man eine Musikcombo aufbietet, die das tanzfreudige Publikum ordentlich aufmischt? Das Café wird gründlich renoviert und verändert, erhält einen nahöstlichen Touch und heißt ab sofort „Café Oriental“. Auch der Gerichtsvollzieher, ein begeisterter Jazztrompeter, wird mit einbezogen. Bald gilt der Laden als heißer Treffpunkt für Musikliebhaber und Tanzfans. 
Schließlich kommt auch die Liebe nicht zu kurz, die sich vor allem zwischen den Protagonisten Sylvia, einer Studentin der klassischen Musik, und Michael, einem Schlagerstar, sowie Sylvias Haushälterin Valentine und dem Manager Bill entwickelt.

## Produktion

### Dreharbeiten, Produktionsnotizen
Die Dreharbeiten zu Café Oriental fanden vom 20. November bis zum 19. Dezember 1961 in den CCC-Studios von Berlin-Spandau statt. Die Bauten stammen aus den Händen von Wilhelm Vorwerg (Entwürfe) und Paul Markwitz (Ausführung), die Produktionsleitung hatte Hans Raspotnik. Rudolf Nussgruber assistierte Regisseur Rudolf Schündler. Die Choreographie beaufsichtigte Lilo Herbeth.
Gottfried John gab hier sein Filmdebüt.

### Musiktitel
Zuzüglich zu der Musik Gert Wildens wurden noch folgende Titel gespielt:
- Brigitte Bardot von Ralph Maria Siegel
- Sweet Little Girl von Friedel Berlipp, gesungen von Rex Gildo
- Du bist so schön von Hans Arno Simon, gesungen von Jean Thomé
- Er war stets ein Kavalier von Werner Scharfenberger, gesungen von Trude Herr
- Männer sind schon die Liebe wert von Adolf Steimel, gesungen von Peggy Brown
- Café Oriental, gesungen von Bill Ramsey
- Sweetheart Guitar, gesungen  von Jimmy Makulis
- I Feel So Lonely, gesungen von Elke Sommer und Jerome Courtland

Die Liedtexte stammen von Ralph Maria Siegel, Peter Ström, Hans-Arno Simon, Aldo von Pinelli.

### Veröffentlichung
In der Bundesrepublik Deutschland wurde der Film am 16. Februar 1962 uraufgeführt, in Finnland unter demselben Titel am 15. Juni 1962. Eine Veröffentlichung erfolgte zudem unter dem Titel Tragoudia, erotas kai neiata (Τραγούδια, έρωτας και νειάτα) in Griechenland.

## Kritiken
„Wirklich zu ‚komisch‘, wie die dicke Trude Herr im Ballkleid ins Schaumbad plumpst. Zum ‚Schreien‘ wie Walter Gross statt ins Würstchen in die Zigarre beißt. Wirklich ein ‚Witz‘, was die uncharmante Elke Sommer und ihr baumlanger Partner Jerome Courtland als Gesang offerieren. Einziger Lichtblick in der langen, billigen Schau: Gus Backus. Rudolf Schündler inszenierte das Potpourri als schlagenden Beweis für den Verruf des deutschen Unterhaltungsfilms.“

In Filme 1962/64 ist folgendes zu lesen: „Die farbigen Bilder sind das einzig Erwähnenswerte an dieser deutschen Produktion, die eher langweilt als erfrischt.“
Im Lexikon des Internationalen Films heißt es: „Anspruchsloses Musiklustspiel, dessen seichte Handlung lediglich die Schlager der Saison an den Mann bringen soll.“